# Cima Monfret
La Cima Monfret (3.374 m s.l.m.) è una montagna della Catena Arnas-Ciamarella nelle Alpi Graie. Si trova lungo la linea di confine tra l'Italia (Piemonte) e la Francia (Savoia).

## Descrizione
La montagna dal versante italiano è collocata al fondo della Val Grande di Lanzo; dal versante francese si trova sopra il rifugio des Evettes.
Si può salire sulla montagna lungo la via normale della Cresta Nord-Est (F) partendo dal Refuge des Evettes, oppure lungo la Cresta Ovest - Sud - Ovest (PD) con accesso dal Passo delle Lose 2870 m. Sulla Parete Nord-Est vi è un difficile itinerario invernale di ghiaccio e misto, aperto nel 2007 da M.Blatto, W.Renza e L.Pinto